# Hong Kong 97
Hong Kong 97 (香港97) (estilizado como HONGKONG1997 na capa) é um jogo com estilo shoot 'em up feito no Japão para o Super Nintendo em 1995 criada pela HappySoft Ltd., uma empresa japonesa de jogos homebrew. O jogo foi projetado pelo jornalista japonês Yoshihisa Kurosawa, que disse que o jogo foi feito em cerca de uma semana. O jogo ganhou um culto de seguidores no Japão e em Taiwan por sua má qualidade notória – que tem sido classificado como um kusoge, que literalmente significa "jogo ruim", um jogo considerado "tão ruim que é bom". Desde então, foram criadas várias paródias como Taiwan 2001.
O jogo também alcançou o primeiro lugar em "Wacky Japanese Game of All Time" no XLEAGUE.TV, um vídeo game show de TV de Wez e Larry Top Tens e foi destaque em um episódio dos canais Colônia Contra Ataca e Angry Video Game Nerd.

## Enredo
O enredo do jogo é definido em torno da transferência de soberania de Hong Kong, em 1997. É dito que, no momento, as pessoas do Continente Chinês (referidos como "fuckin' ugly reds", fazendo este ser um dos poucos jogos do Super Famicom a ter palavrões) começaram a imigrar para Hong Kong aumentando consideravelmente a taxa de criminalidade. Como uma medida defensiva, Chin (fotografia recortada de Jackie Chan no filme Detonando em Barcelona), um parente do Bruce Lee, foi contratado pelo governo de Hong Kong (representado pelo último governador de Hong Kong, Chris Patten) para matar todos os 1.2 bilhões de pessoas comunistas na China. Mas, enquanto isso, na China, uma investigação estava em andamento para trazer o morto "Tong Shau Ping" (representado por Deng Xiaoping) de volta à vida como a "arma suprema".
Quando o jogo foi lançado em 1995, Deng Xiaoping, que é dito morto no jogo, ainda estava vivo. No entanto, ele morreu meses antes da transferência de soberania, que é quando o enredo do jogo acontece, de fato.

## Jogabilidade
Imediatamente após a introdução (que se segue alguns anúncios e a tela de título), o jogo começa sem qualquer aviso (que usualmente causa um game over). O jogador controla Chin, que tenta atirar e fugir da população chinesa e dos policiais movendo-se e atirando aleatoriamente na tela. Quando o tiro acerta em um inimigo, ele explode em uma nuvem de cogumelo (notavelmente mal cortada, a ponto de a explosão ficar quase retangular), deixando para trás um cadáver e um item para a morte instantânea (ficha de pôquer) ou um item para a invencibilidade temporária (uma agulha ou seringa). Depois de um tempo, os carros aparecem dos lados e, depois de três carros foram destruídos pelo jogador, o chefe final é exibido. O chefe final é, na verdade, Deng Xiaoping, a cabeça da tela de título com sangue (o movimento de ataque é flutuar e atacar), e uma vez que ele é derrotado, o jogo se repete.
Se Chin é atingido por algo (a menos que Chin esteja sob invencibilidade), uma imagem do que parece ser um cadáver mostra como o jogo sobre tela. As palavras "CHIN ESTÁ MORTO!" em chinês gramaticalmente incorreto – "Chén sǐ wáng" (陳死亡) pode ser interpretado como "Chin está morto", ou como um nome próprio, "Morto Chin" – são sobrepostos na tela de game over. O jogo, em seguida, vai para os créditos e volta para a tela de título, e repete-se novamente. O jogo é conhecido por sua dificuldade, um dos fatores que tornaram o jogo um kuso-ge.
A tela de game over contém uma imagem de baixa qualidade de um homem morto real, mas e, com buracos de bala no torso e um rosto mutilado. Por algum tempo, a imagem foi fonte de muita preocupação e especulação, pois não se sabia como Kurosawa passou a possuir a imagem de um corpo morto. A imagem é uma imagem parada de um filme documentário japonês chamado Arquivos da Morte New Death File III (新・デスファイルIII), publicado pela V&R Planning. Kurosawa obteve a imagem fotografando sua tela de TV e aparentemente se esqueceu do filme nos anos seguintes. Em rumores muitos acreditavam que a tela de game over é a foto do corpo morto do ex-boxeador polonês Leszek Błażyński, que havia se suicidado em 6 de agosto de 1992, como mostrado na data da foto, mas na verdade, o homem na foto é um civil não identificado que foi morto em 1992 durante a Guerra da Bósnia, que ocorreu na República da Bósnia e Herzegovina entre 1992 e 1995. 
O jogo pode ser jogado em inglês, japonês ou chinês tradicional.

## Desenvolvimento
Em 2018, Yoshihisa Kurosawa quebrou o seu silêncio sobre o desenvolvimento do jogo, afirmando que seu objetivo era tornar o pior jogo possível, como uma paródia da indústria do jogo. Como Kurosawa não possuía muitas habilidades de programação, ele conseguiu que um funcionário da Enix o ajudasse por dois dias.